# Brian Vandenbussche
Brian Raymond Vandenbussche (ur. 24 września 1981 roku w Blankenberge) – belgijski piłkarz występujący na pozycji bramkarza.

## Kariera klubowa
Brian Vandenbussche zawodową karierę rozpoczynał w 2001 roku w Club Brugge. Tam podstawowym bramkarzem był wówczas Dany Verlinden, a jego zmiennikami Dejan Nemec i Stijn Stijnen, więc Vandenbussche nie udało się nawet zadebiutować w Eerste Klasse. Jeszcze w trakcie sezonu 2001/2002 Belg przeprowadził się do Holandii. Został zawodnikiem Sparty Rotterdam i w jej barwach 5 kwietnia 2002 roku w przegranym 0:2 pojedynku z FC Twente zadebiutował w rozgrywkach Eredivisie. Sparta w końcowej tabeli zajęła jednak siedemnaste miejsce, przegrała baraże o utrzymanie i spadła do drugiej ligi. Przez trzy lata spędzone w Rotterdamie Vandenbussche pełnił w klubie rolę rezerwowego i wystąpił tylko w trzynastu ligowych spotkaniach.
W 2004 roku Vandenbussche podpisał kontrakt z SC Heerenveen. Pierwszym bramkarzem tego zespołu był do tej pory Hans Vonk, który latem odszedł do Ajaksu Amsterdam. Vandenbussche w nowej drużynie zadebiutował 18 września w wygranym 3:0 meczu z NAC Breda i od tego czasu stał się podstawowym piłkarzem "Dumy Fryzji". Od początku pobytu na Abe Lenstra Stadion belgijski zawodnik regularnie grywał zarówno w rozgrywkach Eredivisie jak i Pucharu UEFA. 15 grudnia 2007 roku Vandenbussche zanotował swój setny ligowy występ w barwach Heerenveen, a jego klub pokonał Bredę 5:1. Na początku 2009 roku do Heerenveen powrócił Hans Vonk, jednak podstawowym bramkarzem w drużynie pozostał wychowanek Club Brugge. Rolę jego zmiennika pełnił Kenny Steppe.
W 2014 roku Vandenbussche przeszedł do KAA Gent, a w 2017 do Cercle Brugge.

## Kariera reprezentacyjna
W reprezentacji Belgii Vandenbussche zadebiutował 20 maja 2006 roku w zremisowanym 1:1 towarzyskim meczu ze Słowacją. W 62 minucie zmienił wówczas Stijna Stijnena. W 2007 roku Vandenbussche rozegrał w drużynie narodowej dwa spotkania, w 2008 roku nie wystąpił w żadnym pojedynku "Czerwonych Diabłów", a do kadry powrócił w 2009 roku.